# Calycopsis krampi
Calycopsis krampi är en nässeldjursart som beskrevs av Petersen 1957. Calycopsis krampi ingår i släktet Calycopsis och familjen Bythotiaridae. Inga underarter finns listade i Catalogue of Life.